# Україна на Чемпіонаті світу з водних видів спорту 2019
Україна бере участь у Чемпіонаті світу з водних видів спорту 2019, який проходить у Кванджу (Південна Корея) з 12 по 28 липня.

## Стрибки у воду
Чоловіки
| Спортсмен                          | Дисципліна                   | Попередні змагання | Попередні змагання | Півфінали       | Півфінали       | Фінал           | Фінал           |
| Спортсмен                          | Дисципліна                   | Очки               | Місце              | Очки            | Місце           | Очки            | Місце           |
| ---------------------------------- | ---------------------------- | ------------------ | ------------------ | --------------- | --------------- | --------------- | --------------- |
| Олег Колодій                       | Трамплін, 1 метр             | 370.40             | 5 Q                | Н/Д             | Н/Д             | 396.40          | 7               |
| Станіслав Оліферчик                | Трамплін, 1 метр             | 274.05             | 35                 | Н/Д             | Н/Д             | Завершив виступ | Завершив виступ |
| Олег Колодій                       | Трамплін, 3 метри            | 402.75             | 16                 | 438.60          | 10              | 421.40          | 12              |
| Станіслав Оліферчик                | Трамплін, 3 метри            | 346.30             | 37                 | Завершив виступ | Завершив виступ | Завершив виступ | Завершив виступ |
| Олексій Середа                     | Вишка, 10 метрів             | 446.95             | 8 Q                | 476.30          | 7 Q             | 490.50          | 4               |
| Олег Сербін                        | Вишка, 10 метрів             | 339.10             | 26                 | Завершив виступ | Завершив виступ | Завершив виступ | Завершив виступ |
| Олександр Горшковозов Олег Колодій | Синхронний трамплін, 3 метри | 378.03             | 3                  | Н/Д             | Н/Д             | 393.24          | 6               |
| Олексій Середа Олег Сербін         | Синхронна вишка, 10 метрів   | 339.21             | 11                 | Н/Д             | Н/Д             | 412.62          | 4               |

Жінки
| Спортсменка                       | Дисципліна                   | Попередні змагання | Попередні змагання | Півфінали | Півфінали | Фінал            | Фінал            |
| Спортсменка                       | Дисципліна                   | Очки               | Місце              | Очки      | Місце     | Очки             | Місце            |
| --------------------------------- | ---------------------------- | ------------------ | ------------------ | --------- | --------- | ---------------- | ---------------- |
| Анна Арнаутова                    | Трамплін, 1 метр             | 210.70             | 24                 | Н/Д       | Н/Д       | Завершила виступ | Завершила виступ |
| Олена Федорова                    | Трамплін, 1 метр             | 215.65             | 20                 | Н/Д       | Н/Д       | Завершила виступ | Завершила виступ |
| Олена Федорова                    | Трамплін, 3 метри            | 288.00             | 11                 | 279.10    | 15        | Завершила виступ | Завершила виступ |
| Вікторія Кесарь                   | Трамплін, 3 метри            | 258.60             | 18                 | 300.25    | 9         | 276.45           | 11               |
| Вікторія Кесарь Ганна Письменська | Синхронний трамплін, 3 метри | 249.03             | 15                 | Н/Д       | Н/Д       | Завершили виступ | Завершили виступ |

Змішані змагання
| Спортсмени                          | Дисципліна                   | Фінал  | Фінал |
| Спортсмени                          | Дисципліна                   | Очки   | Місце |
| ----------------------------------- | ---------------------------- | ------ | ----- |
| Станіслав Оліферчик Вікторія Кесарь | Синхронний трамплін, 3 метри | 282.84 | 7     |
| Олексій Середа Анна Арнаутова       | Команда                      | 323.20 | 9     |

## Плавання
Українські плавці виконали кваліфікаційні нормативи в дисциплінах, які наведено в таблиці.
Чоловіки
| Спортсмен        | Дисципліна            | Попередній заплив | Попередній заплив | Півфінал        | Півфінал        | Фінал           | Фінал           |
| Спортсмен        | Дисципліна            | Час               | Місце             | Час             | Місце           | Час             | Місце           |
| ---------------- | --------------------- | ----------------- | ----------------- | --------------- | --------------- | --------------- | --------------- |
| Андрій Говоров   | 50 м вільним стилем   | 22.57             | 37                | Завершив виступ | Завершив виступ | Завершив виступ | Завершив виступ |
| Андрій Говоров   | 50 м батерфляєм       | 22.84             | 1 Q               | 22.80           | 3 Q             | 22.91           | 6               |
| Денис Кесіль     | 100 м батерфляєм      | 53.39             | 28                | Завершив виступ | Завершив виступ | Завершив виступ | Завершив виступ |
| Денис Кесіль     | 200 м батерфляєм      | 1:55.82           | 3 Q               | 1:55.95         | 7 Q             | 1:54.79         | 5               |
| Денис Кесіль     | 400 м комплексом      | 4:24.99           | 24                | Н/Д             | Н/Д             | Завершив виступ | Завершив виступ |
| Сергій Шевцов    | 50 м батерфляєм       | 23.87             | 27                | Завершив виступ | Завершив виступ | Завершив виступ | Завершив виступ |
| Сергій Шевцов    | 100 м вільним стилем  | 48.87             | 19                | Завершив виступ | Завершив виступ | Завершив виступ | Завершив виступ |
| Сергій Фролов    | 800 м вільним стилем  | 7:47.25           | 7 Q               | Н/Д             | Н/Д             | 7:47.32         | 7               |
| Сергій Фролов    | 1500 м вільним стилем | 14:55.06          | 8 Q               | Н/Д             | Н/Д             | 15:01.04        | 7               |
| Михайло Романчук | 800 м вільним стилем  | 7:47.01           | 6 Q               | Н/Д             | Н/Д             | 7:49.32         | 8               |
| Михайло Романчук | 1500 м вільним стилем | 14:47.54          | 3 Q               | Н/Д             | Н/Д             | 14:37.63        | 2               |
| Микита Коптєлов  | 100 м брасом          | 1:03.47           | 56                | Завершив виступ | Завершив виступ | Завершив виступ | Завершив виступ |
| Микита Коптєлов  | 200 м брасом          | 2:09.94           | 15 Q              | 2:09.96         | 15              | Завершив виступ | Завершив виступ |

## Плавання на відкритій воді
| Спортсмен         | Дисципліна | Час       | Місце |
| ----------------- | ---------- | --------- | ----- |
| Ігор Червинський  | 10 км      | 1:52:45.2 | 52    |
| Кристина Панчішко | 5 км       | 59:44.0   | 29    |
| Кристина Панчішко | 10 км      | 2:00:28.6 | 36    |

## Синхронне плавання
| Спортсменка | Дисципліна                    | Попередні змагання | Попередні змагання | Фінал   | Фінал |
| Спортсменка | Дисципліна                    | Очки               | Місце              | Очки    | Місце |
| --- | ----------------------------- | ------------------ | ------------------ | ------- | ----- |
| Марта Фєдіна | соло, технічна програма       | 90.6797            | 4 Q                | 91.3014 | 4     |
| Марта Фєдіна | соло, довільна програма       | 92.0667            | 4 Q                | 92.5667 | 4     |
| Марта Фєдіна Анастасія Савчук | дует, технічна програма       | 92.0610            | 3 Q                | 92.5847 | 3     |
| Марта Фєдіна Анастасія Савчук | дует, довільна програма       | 93.1333            | 3 Q                | 94.1000 | 3     |
| Марина Алексієва Владислава Алексієва Марта Фєдіна Яна Наріжна Катерина Резнік Анастасія Савчук Аліна Шинкаренко Єлизавета Яхно                                          | група, технічна програма      | 93.3313            | 3 Q                | 93.4514 | 3     |
| Марина Алексієва Владислава Алексієва Марта Фєдіна Яна Наріжна Катерина Резнік Анастасія Савчук Аліна Шинкаренко Єлизавета Яхно                                          | група, довільна програма      | 93.9667            | 3 Q                | 94.3667 | 3     |
| Марина Алексієва Владислава Алексієва Валерія Апрелєва Вероніка Гришко Олександра Коваленко Яна Наріжна Катерина Резнік Анастасія Савчук Аліна Шинкаренко Єлизавета Яхно | комбінація, довільна програма | 94.3333            | 3 Q                | 94.5333 | 3     |
| Марина Алексієва Владислава Алексієва Валерія Апрелєва Вероніка Гришко Олександра Коваленко Яна Наріжна Катерина Резнік Анастасія Савчук Аліна Шинкаренко Єлизавета Яхно | хайлайт                       | Н/Д                | Н/Д                | 94.5000 | 1     |

## Хай-дайвінг
| Спортсмен           | Дисципліна | Очки   | Місце |
| ------------------- | ---------- | ------ | ----- |
| Олексій Пригоров    | чоловіки   | 233.40 | 15    |
| Вячеслав Колесніков | чоловіки   | 358.10 | 8     |
| Антоніна Вишиванова | жінки      | 257.65 | 5     |